# GSC2411-2277
GSC2411-2277 — хімічно пекулярна зоря спектрального класу B9, що має видиму зоряну величину в смузі V приблизно  0,0.

## Пекулярний хімічний вміст
Зоряна атмосфера GSC2411-2277 має підвищений вміст 
Si
.